# Thanatus multipunctatus
Thanatus multipunctatus är en spindelart som beskrevs av Embrik Strand 1906. Thanatus multipunctatus ingår i släktet Thanatus och familjen snabblöparspindlar. Inga underarter finns listade i Catalogue of Life.